# يوكو ياماغوتشي
يوكو ياماغوتشي (باليابانية: 山口洋子)‏ (10 مايو 1937 في ناغويا - 6 سبتمبر 2014 ) ممثلة، وروائية، وشاعرة غنائية، وكاتبة غنائية من اليابان.

## روابط خارجية
- يوكو ياماغوتشي على موقع ميوزك برينز (الإنجليزية)
- يوكو ياماغوتشي على موقع ديسكوغز (الإنجليزية)